# Dorstenia contrajerva
Dorstenia contrajerva är en mullbärsväxtart som beskrevs av Carl von Linné. Dorstenia contrajerva ingår i släktet Dorstenia och familjen mullbärsväxter. Inga underarter finns listade i Catalogue of Life.